# 구도카이
구도카이(工藤會)는 일본의 보료쿠단이다. 후쿠오카현 기타큐슈시 고쿠라키타구에 본부가있다.

## 같이 보기
- 노무라 사토루